# Districtul Bir El Arch
Bir El Arch este un district din provincia Sétif, Algeria.